# Atanycolus denigrator
Atanycolus denigrator är en stekelart som först beskrevs av Carl von Linné 1758.  Atanycolus denigrator ingår i släktet Atanycolus och familjen bracksteklar. Enligt den finländska rödlistan är arten nationellt utdöd i Finland. Arten är reproducerande i Sverige. Artens livsmiljö är naturmoskogar. Inga underarter finns listade.